# Sarah Reich
Sarah Reich (24 de mayo de 1989) es una instructora, coreógrafa y bailarina estadounidense de tap dance. Es conocida por ser una artista participante del colectivo Postmodern Jukebox, con quienes estuvo de gira durante 2015 y 2016. Además de haber hecho solos de percusión con varios de sus vocalistas, su interpretación de un popurrí de Star Wars apareció en las revistas Slate y People. En 2016 hizo una versión de «Ex's & Oh's» junto a la cantante Sara Niemietz para un corto promocional de Postmodern Jukebox en MTV.
Reich es reconocida en los círculos de la danza profesional y en 2009 figuró en la lista de «Veinte bailarines de tap sub-20» hecha por la revista Dance Spirit Magazine. Participó en So You Think You Can Dance como miembro del grupo de Chloe Arnold, Syncopated Ladies, que ganó la batalla de danza de ocho temporadas. En la octava temporada participó con Jason Samuels Smith Tap Co. En 2015, Gia Kourlas, de The New York Times, elogió la presentación de Reich en el «Tap Forward» de Tony Waag en el Tap City Festival.

## Primeros años
Sarah Reich nació en Culver City (California). Su madre es mexicana y su padre, húngaro. Comenzó a bailar tap cuando tenía cinco años. A los doce bailaba salsa en las discotecas con su hermana; luego combinó los pasos de tap con este ritmo y con merengue.